# Egesina modiglianii
Egesina modiglianii là một loài bọ cánh cứng trong họ Cerambycidae.